# Пукшанский, Михаил Борисович
Михаил Борисович Пукшанский (род. 6 февраля 1952, Ленинград) — советский и российский шахматист, мастер спорта СССР (1972), международный мастер ИКЧФ (1992), заслуженный тренер России.

## Биография
Выпускник Ленинградского электротехнического института.
Участник нескольких чемпионатов Ленинграда. В составе сборной Ленинграда участник Всесоюзной шахматной олимпиады 1972 г.
Участник 14-го чемпионата СССР по переписке. В составе сборной Ленинграда участник 9-го командного чемпионата СССР по переписке (1988—1990 гг.) и 4-го турнира «Балтийское море — море дружбы» (1980—1986 гг.).
С 1983 г. работал тренером в шахматном клубе ЛГУ. Среди воспитанников — гроссмейстеры В. Б. Салов, В. В. Емелин и А. Д. Луговой. Был приглашенным тренером в Школе Дворецкого — Юсупова.

## Вклад в теорию дебютов
|   | a | b | c | d | e | f | g | h |   |
| - | --- | --- | --- | --- | --- | --- | --- | --- | - |
| 8 | a8 чёрная ладья · b8 чёрный конь · e8 чёрная ладья · f8 чёрный король · b7 чёрная пешка · g7 чёрный слон · h7 чёрная пешка · b6 чёрный ферзь · d6 белая пешка · h6 белый слон · b5 чёрная пешка · c5 чёрная пешка · f5 чёрная пешка · h5 белый ферзь · a2 белая пешка · b2 белая пешка · g2 белая пешка · h2 белая пешка · a1 белая ладья · g1 белый король | a8 чёрная ладья · b8 чёрный конь · e8 чёрная ладья · f8 чёрный король · b7 чёрная пешка · g7 чёрный слон · h7 чёрная пешка · b6 чёрный ферзь · d6 белая пешка · h6 белый слон · b5 чёрная пешка · c5 чёрная пешка · f5 чёрная пешка · h5 белый ферзь · a2 белая пешка · b2 белая пешка · g2 белая пешка · h2 белая пешка · a1 белая ладья · g1 белый король | a8 чёрная ладья · b8 чёрный конь · e8 чёрная ладья · f8 чёрный король · b7 чёрная пешка · g7 чёрный слон · h7 чёрная пешка · b6 чёрный ферзь · d6 белая пешка · h6 белый слон · b5 чёрная пешка · c5 чёрная пешка · f5 чёрная пешка · h5 белый ферзь · a2 белая пешка · b2 белая пешка · g2 белая пешка · h2 белая пешка · a1 белая ладья · g1 белый король | a8 чёрная ладья · b8 чёрный конь · e8 чёрная ладья · f8 чёрный король · b7 чёрная пешка · g7 чёрный слон · h7 чёрная пешка · b6 чёрный ферзь · d6 белая пешка · h6 белый слон · b5 чёрная пешка · c5 чёрная пешка · f5 чёрная пешка · h5 белый ферзь · a2 белая пешка · b2 белая пешка · g2 белая пешка · h2 белая пешка · a1 белая ладья · g1 белый король | a8 чёрная ладья · b8 чёрный конь · e8 чёрная ладья · f8 чёрный король · b7 чёрная пешка · g7 чёрный слон · h7 чёрная пешка · b6 чёрный ферзь · d6 белая пешка · h6 белый слон · b5 чёрная пешка · c5 чёрная пешка · f5 чёрная пешка · h5 белый ферзь · a2 белая пешка · b2 белая пешка · g2 белая пешка · h2 белая пешка · a1 белая ладья · g1 белый король | a8 чёрная ладья · b8 чёрный конь · e8 чёрная ладья · f8 чёрный король · b7 чёрная пешка · g7 чёрный слон · h7 чёрная пешка · b6 чёрный ферзь · d6 белая пешка · h6 белый слон · b5 чёрная пешка · c5 чёрная пешка · f5 чёрная пешка · h5 белый ферзь · a2 белая пешка · b2 белая пешка · g2 белая пешка · h2 белая пешка · a1 белая ладья · g1 белый король | a8 чёрная ладья · b8 чёрный конь · e8 чёрная ладья · f8 чёрный король · b7 чёрная пешка · g7 чёрный слон · h7 чёрная пешка · b6 чёрный ферзь · d6 белая пешка · h6 белый слон · b5 чёрная пешка · c5 чёрная пешка · f5 чёрная пешка · h5 белый ферзь · a2 белая пешка · b2 белая пешка · g2 белая пешка · h2 белая пешка · a1 белая ладья · g1 белый король | a8 чёрная ладья · b8 чёрный конь · e8 чёрная ладья · f8 чёрный король · b7 чёрная пешка · g7 чёрный слон · h7 чёрная пешка · b6 чёрный ферзь · d6 белая пешка · h6 белый слон · b5 чёрная пешка · c5 чёрная пешка · f5 чёрная пешка · h5 белый ферзь · a2 белая пешка · b2 белая пешка · g2 белая пешка · h2 белая пешка · a1 белая ладья · g1 белый король | 8 |
| 7 | a8 чёрная ладья · b8 чёрный конь · e8 чёрная ладья · f8 чёрный король · b7 чёрная пешка · g7 чёрный слон · h7 чёрная пешка · b6 чёрный ферзь · d6 белая пешка · h6 белый слон · b5 чёрная пешка · c5 чёрная пешка · f5 чёрная пешка · h5 белый ферзь · a2 белая пешка · b2 белая пешка · g2 белая пешка · h2 белая пешка · a1 белая ладья · g1 белый король | a8 чёрная ладья · b8 чёрный конь · e8 чёрная ладья · f8 чёрный король · b7 чёрная пешка · g7 чёрный слон · h7 чёрная пешка · b6 чёрный ферзь · d6 белая пешка · h6 белый слон · b5 чёрная пешка · c5 чёрная пешка · f5 чёрная пешка · h5 белый ферзь · a2 белая пешка · b2 белая пешка · g2 белая пешка · h2 белая пешка · a1 белая ладья · g1 белый король | a8 чёрная ладья · b8 чёрный конь · e8 чёрная ладья · f8 чёрный король · b7 чёрная пешка · g7 чёрный слон · h7 чёрная пешка · b6 чёрный ферзь · d6 белая пешка · h6 белый слон · b5 чёрная пешка · c5 чёрная пешка · f5 чёрная пешка · h5 белый ферзь · a2 белая пешка · b2 белая пешка · g2 белая пешка · h2 белая пешка · a1 белая ладья · g1 белый король | a8 чёрная ладья · b8 чёрный конь · e8 чёрная ладья · f8 чёрный король · b7 чёрная пешка · g7 чёрный слон · h7 чёрная пешка · b6 чёрный ферзь · d6 белая пешка · h6 белый слон · b5 чёрная пешка · c5 чёрная пешка · f5 чёрная пешка · h5 белый ферзь · a2 белая пешка · b2 белая пешка · g2 белая пешка · h2 белая пешка · a1 белая ладья · g1 белый король | a8 чёрная ладья · b8 чёрный конь · e8 чёрная ладья · f8 чёрный король · b7 чёрная пешка · g7 чёрный слон · h7 чёрная пешка · b6 чёрный ферзь · d6 белая пешка · h6 белый слон · b5 чёрная пешка · c5 чёрная пешка · f5 чёрная пешка · h5 белый ферзь · a2 белая пешка · b2 белая пешка · g2 белая пешка · h2 белая пешка · a1 белая ладья · g1 белый король | a8 чёрная ладья · b8 чёрный конь · e8 чёрная ладья · f8 чёрный король · b7 чёрная пешка · g7 чёрный слон · h7 чёрная пешка · b6 чёрный ферзь · d6 белая пешка · h6 белый слон · b5 чёрная пешка · c5 чёрная пешка · f5 чёрная пешка · h5 белый ферзь · a2 белая пешка · b2 белая пешка · g2 белая пешка · h2 белая пешка · a1 белая ладья · g1 белый король | a8 чёрная ладья · b8 чёрный конь · e8 чёрная ладья · f8 чёрный король · b7 чёрная пешка · g7 чёрный слон · h7 чёрная пешка · b6 чёрный ферзь · d6 белая пешка · h6 белый слон · b5 чёрная пешка · c5 чёрная пешка · f5 чёрная пешка · h5 белый ферзь · a2 белая пешка · b2 белая пешка · g2 белая пешка · h2 белая пешка · a1 белая ладья · g1 белый король | a8 чёрная ладья · b8 чёрный конь · e8 чёрная ладья · f8 чёрный король · b7 чёрная пешка · g7 чёрный слон · h7 чёрная пешка · b6 чёрный ферзь · d6 белая пешка · h6 белый слон · b5 чёрная пешка · c5 чёрная пешка · f5 чёрная пешка · h5 белый ферзь · a2 белая пешка · b2 белая пешка · g2 белая пешка · h2 белая пешка · a1 белая ладья · g1 белый король | 7 |
| 6 | a8 чёрная ладья · b8 чёрный конь · e8 чёрная ладья · f8 чёрный король · b7 чёрная пешка · g7 чёрный слон · h7 чёрная пешка · b6 чёрный ферзь · d6 белая пешка · h6 белый слон · b5 чёрная пешка · c5 чёрная пешка · f5 чёрная пешка · h5 белый ферзь · a2 белая пешка · b2 белая пешка · g2 белая пешка · h2 белая пешка · a1 белая ладья · g1 белый король | a8 чёрная ладья · b8 чёрный конь · e8 чёрная ладья · f8 чёрный король · b7 чёрная пешка · g7 чёрный слон · h7 чёрная пешка · b6 чёрный ферзь · d6 белая пешка · h6 белый слон · b5 чёрная пешка · c5 чёрная пешка · f5 чёрная пешка · h5 белый ферзь · a2 белая пешка · b2 белая пешка · g2 белая пешка · h2 белая пешка · a1 белая ладья · g1 белый король | a8 чёрная ладья · b8 чёрный конь · e8 чёрная ладья · f8 чёрный король · b7 чёрная пешка · g7 чёрный слон · h7 чёрная пешка · b6 чёрный ферзь · d6 белая пешка · h6 белый слон · b5 чёрная пешка · c5 чёрная пешка · f5 чёрная пешка · h5 белый ферзь · a2 белая пешка · b2 белая пешка · g2 белая пешка · h2 белая пешка · a1 белая ладья · g1 белый король | a8 чёрная ладья · b8 чёрный конь · e8 чёрная ладья · f8 чёрный король · b7 чёрная пешка · g7 чёрный слон · h7 чёрная пешка · b6 чёрный ферзь · d6 белая пешка · h6 белый слон · b5 чёрная пешка · c5 чёрная пешка · f5 чёрная пешка · h5 белый ферзь · a2 белая пешка · b2 белая пешка · g2 белая пешка · h2 белая пешка · a1 белая ладья · g1 белый король | a8 чёрная ладья · b8 чёрный конь · e8 чёрная ладья · f8 чёрный король · b7 чёрная пешка · g7 чёрный слон · h7 чёрная пешка · b6 чёрный ферзь · d6 белая пешка · h6 белый слон · b5 чёрная пешка · c5 чёрная пешка · f5 чёрная пешка · h5 белый ферзь · a2 белая пешка · b2 белая пешка · g2 белая пешка · h2 белая пешка · a1 белая ладья · g1 белый король | a8 чёрная ладья · b8 чёрный конь · e8 чёрная ладья · f8 чёрный король · b7 чёрная пешка · g7 чёрный слон · h7 чёрная пешка · b6 чёрный ферзь · d6 белая пешка · h6 белый слон · b5 чёрная пешка · c5 чёрная пешка · f5 чёрная пешка · h5 белый ферзь · a2 белая пешка · b2 белая пешка · g2 белая пешка · h2 белая пешка · a1 белая ладья · g1 белый король | a8 чёрная ладья · b8 чёрный конь · e8 чёрная ладья · f8 чёрный король · b7 чёрная пешка · g7 чёрный слон · h7 чёрная пешка · b6 чёрный ферзь · d6 белая пешка · h6 белый слон · b5 чёрная пешка · c5 чёрная пешка · f5 чёрная пешка · h5 белый ферзь · a2 белая пешка · b2 белая пешка · g2 белая пешка · h2 белая пешка · a1 белая ладья · g1 белый король | a8 чёрная ладья · b8 чёрный конь · e8 чёрная ладья · f8 чёрный король · b7 чёрная пешка · g7 чёрный слон · h7 чёрная пешка · b6 чёрный ферзь · d6 белая пешка · h6 белый слон · b5 чёрная пешка · c5 чёрная пешка · f5 чёрная пешка · h5 белый ферзь · a2 белая пешка · b2 белая пешка · g2 белая пешка · h2 белая пешка · a1 белая ладья · g1 белый король | 6 |
| 5 | a8 чёрная ладья · b8 чёрный конь · e8 чёрная ладья · f8 чёрный король · b7 чёрная пешка · g7 чёрный слон · h7 чёрная пешка · b6 чёрный ферзь · d6 белая пешка · h6 белый слон · b5 чёрная пешка · c5 чёрная пешка · f5 чёрная пешка · h5 белый ферзь · a2 белая пешка · b2 белая пешка · g2 белая пешка · h2 белая пешка · a1 белая ладья · g1 белый король | a8 чёрная ладья · b8 чёрный конь · e8 чёрная ладья · f8 чёрный король · b7 чёрная пешка · g7 чёрный слон · h7 чёрная пешка · b6 чёрный ферзь · d6 белая пешка · h6 белый слон · b5 чёрная пешка · c5 чёрная пешка · f5 чёрная пешка · h5 белый ферзь · a2 белая пешка · b2 белая пешка · g2 белая пешка · h2 белая пешка · a1 белая ладья · g1 белый король | a8 чёрная ладья · b8 чёрный конь · e8 чёрная ладья · f8 чёрный король · b7 чёрная пешка · g7 чёрный слон · h7 чёрная пешка · b6 чёрный ферзь · d6 белая пешка · h6 белый слон · b5 чёрная пешка · c5 чёрная пешка · f5 чёрная пешка · h5 белый ферзь · a2 белая пешка · b2 белая пешка · g2 белая пешка · h2 белая пешка · a1 белая ладья · g1 белый король | a8 чёрная ладья · b8 чёрный конь · e8 чёрная ладья · f8 чёрный король · b7 чёрная пешка · g7 чёрный слон · h7 чёрная пешка · b6 чёрный ферзь · d6 белая пешка · h6 белый слон · b5 чёрная пешка · c5 чёрная пешка · f5 чёрная пешка · h5 белый ферзь · a2 белая пешка · b2 белая пешка · g2 белая пешка · h2 белая пешка · a1 белая ладья · g1 белый король | a8 чёрная ладья · b8 чёрный конь · e8 чёрная ладья · f8 чёрный король · b7 чёрная пешка · g7 чёрный слон · h7 чёрная пешка · b6 чёрный ферзь · d6 белая пешка · h6 белый слон · b5 чёрная пешка · c5 чёрная пешка · f5 чёрная пешка · h5 белый ферзь · a2 белая пешка · b2 белая пешка · g2 белая пешка · h2 белая пешка · a1 белая ладья · g1 белый король | a8 чёрная ладья · b8 чёрный конь · e8 чёрная ладья · f8 чёрный король · b7 чёрная пешка · g7 чёрный слон · h7 чёрная пешка · b6 чёрный ферзь · d6 белая пешка · h6 белый слон · b5 чёрная пешка · c5 чёрная пешка · f5 чёрная пешка · h5 белый ферзь · a2 белая пешка · b2 белая пешка · g2 белая пешка · h2 белая пешка · a1 белая ладья · g1 белый король | a8 чёрная ладья · b8 чёрный конь · e8 чёрная ладья · f8 чёрный король · b7 чёрная пешка · g7 чёрный слон · h7 чёрная пешка · b6 чёрный ферзь · d6 белая пешка · h6 белый слон · b5 чёрная пешка · c5 чёрная пешка · f5 чёрная пешка · h5 белый ферзь · a2 белая пешка · b2 белая пешка · g2 белая пешка · h2 белая пешка · a1 белая ладья · g1 белый король | a8 чёрная ладья · b8 чёрный конь · e8 чёрная ладья · f8 чёрный король · b7 чёрная пешка · g7 чёрный слон · h7 чёрная пешка · b6 чёрный ферзь · d6 белая пешка · h6 белый слон · b5 чёрная пешка · c5 чёрная пешка · f5 чёрная пешка · h5 белый ферзь · a2 белая пешка · b2 белая пешка · g2 белая пешка · h2 белая пешка · a1 белая ладья · g1 белый король | 5 |
| 4 | a8 чёрная ладья · b8 чёрный конь · e8 чёрная ладья · f8 чёрный король · b7 чёрная пешка · g7 чёрный слон · h7 чёрная пешка · b6 чёрный ферзь · d6 белая пешка · h6 белый слон · b5 чёрная пешка · c5 чёрная пешка · f5 чёрная пешка · h5 белый ферзь · a2 белая пешка · b2 белая пешка · g2 белая пешка · h2 белая пешка · a1 белая ладья · g1 белый король | a8 чёрная ладья · b8 чёрный конь · e8 чёрная ладья · f8 чёрный король · b7 чёрная пешка · g7 чёрный слон · h7 чёрная пешка · b6 чёрный ферзь · d6 белая пешка · h6 белый слон · b5 чёрная пешка · c5 чёрная пешка · f5 чёрная пешка · h5 белый ферзь · a2 белая пешка · b2 белая пешка · g2 белая пешка · h2 белая пешка · a1 белая ладья · g1 белый король | a8 чёрная ладья · b8 чёрный конь · e8 чёрная ладья · f8 чёрный король · b7 чёрная пешка · g7 чёрный слон · h7 чёрная пешка · b6 чёрный ферзь · d6 белая пешка · h6 белый слон · b5 чёрная пешка · c5 чёрная пешка · f5 чёрная пешка · h5 белый ферзь · a2 белая пешка · b2 белая пешка · g2 белая пешка · h2 белая пешка · a1 белая ладья · g1 белый король | a8 чёрная ладья · b8 чёрный конь · e8 чёрная ладья · f8 чёрный король · b7 чёрная пешка · g7 чёрный слон · h7 чёрная пешка · b6 чёрный ферзь · d6 белая пешка · h6 белый слон · b5 чёрная пешка · c5 чёрная пешка · f5 чёрная пешка · h5 белый ферзь · a2 белая пешка · b2 белая пешка · g2 белая пешка · h2 белая пешка · a1 белая ладья · g1 белый король | a8 чёрная ладья · b8 чёрный конь · e8 чёрная ладья · f8 чёрный король · b7 чёрная пешка · g7 чёрный слон · h7 чёрная пешка · b6 чёрный ферзь · d6 белая пешка · h6 белый слон · b5 чёрная пешка · c5 чёрная пешка · f5 чёрная пешка · h5 белый ферзь · a2 белая пешка · b2 белая пешка · g2 белая пешка · h2 белая пешка · a1 белая ладья · g1 белый король | a8 чёрная ладья · b8 чёрный конь · e8 чёрная ладья · f8 чёрный король · b7 чёрная пешка · g7 чёрный слон · h7 чёрная пешка · b6 чёрный ферзь · d6 белая пешка · h6 белый слон · b5 чёрная пешка · c5 чёрная пешка · f5 чёрная пешка · h5 белый ферзь · a2 белая пешка · b2 белая пешка · g2 белая пешка · h2 белая пешка · a1 белая ладья · g1 белый король | a8 чёрная ладья · b8 чёрный конь · e8 чёрная ладья · f8 чёрный король · b7 чёрная пешка · g7 чёрный слон · h7 чёрная пешка · b6 чёрный ферзь · d6 белая пешка · h6 белый слон · b5 чёрная пешка · c5 чёрная пешка · f5 чёрная пешка · h5 белый ферзь · a2 белая пешка · b2 белая пешка · g2 белая пешка · h2 белая пешка · a1 белая ладья · g1 белый король | a8 чёрная ладья · b8 чёрный конь · e8 чёрная ладья · f8 чёрный король · b7 чёрная пешка · g7 чёрный слон · h7 чёрная пешка · b6 чёрный ферзь · d6 белая пешка · h6 белый слон · b5 чёрная пешка · c5 чёрная пешка · f5 чёрная пешка · h5 белый ферзь · a2 белая пешка · b2 белая пешка · g2 белая пешка · h2 белая пешка · a1 белая ладья · g1 белый король | 4 |
| 3 | a8 чёрная ладья · b8 чёрный конь · e8 чёрная ладья · f8 чёрный король · b7 чёрная пешка · g7 чёрный слон · h7 чёрная пешка · b6 чёрный ферзь · d6 белая пешка · h6 белый слон · b5 чёрная пешка · c5 чёрная пешка · f5 чёрная пешка · h5 белый ферзь · a2 белая пешка · b2 белая пешка · g2 белая пешка · h2 белая пешка · a1 белая ладья · g1 белый король | a8 чёрная ладья · b8 чёрный конь · e8 чёрная ладья · f8 чёрный король · b7 чёрная пешка · g7 чёрный слон · h7 чёрная пешка · b6 чёрный ферзь · d6 белая пешка · h6 белый слон · b5 чёрная пешка · c5 чёрная пешка · f5 чёрная пешка · h5 белый ферзь · a2 белая пешка · b2 белая пешка · g2 белая пешка · h2 белая пешка · a1 белая ладья · g1 белый король | a8 чёрная ладья · b8 чёрный конь · e8 чёрная ладья · f8 чёрный король · b7 чёрная пешка · g7 чёрный слон · h7 чёрная пешка · b6 чёрный ферзь · d6 белая пешка · h6 белый слон · b5 чёрная пешка · c5 чёрная пешка · f5 чёрная пешка · h5 белый ферзь · a2 белая пешка · b2 белая пешка · g2 белая пешка · h2 белая пешка · a1 белая ладья · g1 белый король | a8 чёрная ладья · b8 чёрный конь · e8 чёрная ладья · f8 чёрный король · b7 чёрная пешка · g7 чёрный слон · h7 чёрная пешка · b6 чёрный ферзь · d6 белая пешка · h6 белый слон · b5 чёрная пешка · c5 чёрная пешка · f5 чёрная пешка · h5 белый ферзь · a2 белая пешка · b2 белая пешка · g2 белая пешка · h2 белая пешка · a1 белая ладья · g1 белый король | a8 чёрная ладья · b8 чёрный конь · e8 чёрная ладья · f8 чёрный король · b7 чёрная пешка · g7 чёрный слон · h7 чёрная пешка · b6 чёрный ферзь · d6 белая пешка · h6 белый слон · b5 чёрная пешка · c5 чёрная пешка · f5 чёрная пешка · h5 белый ферзь · a2 белая пешка · b2 белая пешка · g2 белая пешка · h2 белая пешка · a1 белая ладья · g1 белый король | a8 чёрная ладья · b8 чёрный конь · e8 чёрная ладья · f8 чёрный король · b7 чёрная пешка · g7 чёрный слон · h7 чёрная пешка · b6 чёрный ферзь · d6 белая пешка · h6 белый слон · b5 чёрная пешка · c5 чёрная пешка · f5 чёрная пешка · h5 белый ферзь · a2 белая пешка · b2 белая пешка · g2 белая пешка · h2 белая пешка · a1 белая ладья · g1 белый король | a8 чёрная ладья · b8 чёрный конь · e8 чёрная ладья · f8 чёрный король · b7 чёрная пешка · g7 чёрный слон · h7 чёрная пешка · b6 чёрный ферзь · d6 белая пешка · h6 белый слон · b5 чёрная пешка · c5 чёрная пешка · f5 чёрная пешка · h5 белый ферзь · a2 белая пешка · b2 белая пешка · g2 белая пешка · h2 белая пешка · a1 белая ладья · g1 белый король | a8 чёрная ладья · b8 чёрный конь · e8 чёрная ладья · f8 чёрный король · b7 чёрная пешка · g7 чёрный слон · h7 чёрная пешка · b6 чёрный ферзь · d6 белая пешка · h6 белый слон · b5 чёрная пешка · c5 чёрная пешка · f5 чёрная пешка · h5 белый ферзь · a2 белая пешка · b2 белая пешка · g2 белая пешка · h2 белая пешка · a1 белая ладья · g1 белый король | 3 |
| 2 | a8 чёрная ладья · b8 чёрный конь · e8 чёрная ладья · f8 чёрный король · b7 чёрная пешка · g7 чёрный слон · h7 чёрная пешка · b6 чёрный ферзь · d6 белая пешка · h6 белый слон · b5 чёрная пешка · c5 чёрная пешка · f5 чёрная пешка · h5 белый ферзь · a2 белая пешка · b2 белая пешка · g2 белая пешка · h2 белая пешка · a1 белая ладья · g1 белый король | a8 чёрная ладья · b8 чёрный конь · e8 чёрная ладья · f8 чёрный король · b7 чёрная пешка · g7 чёрный слон · h7 чёрная пешка · b6 чёрный ферзь · d6 белая пешка · h6 белый слон · b5 чёрная пешка · c5 чёрная пешка · f5 чёрная пешка · h5 белый ферзь · a2 белая пешка · b2 белая пешка · g2 белая пешка · h2 белая пешка · a1 белая ладья · g1 белый король | a8 чёрная ладья · b8 чёрный конь · e8 чёрная ладья · f8 чёрный король · b7 чёрная пешка · g7 чёрный слон · h7 чёрная пешка · b6 чёрный ферзь · d6 белая пешка · h6 белый слон · b5 чёрная пешка · c5 чёрная пешка · f5 чёрная пешка · h5 белый ферзь · a2 белая пешка · b2 белая пешка · g2 белая пешка · h2 белая пешка · a1 белая ладья · g1 белый король | a8 чёрная ладья · b8 чёрный конь · e8 чёрная ладья · f8 чёрный король · b7 чёрная пешка · g7 чёрный слон · h7 чёрная пешка · b6 чёрный ферзь · d6 белая пешка · h6 белый слон · b5 чёрная пешка · c5 чёрная пешка · f5 чёрная пешка · h5 белый ферзь · a2 белая пешка · b2 белая пешка · g2 белая пешка · h2 белая пешка · a1 белая ладья · g1 белый король | a8 чёрная ладья · b8 чёрный конь · e8 чёрная ладья · f8 чёрный король · b7 чёрная пешка · g7 чёрный слон · h7 чёрная пешка · b6 чёрный ферзь · d6 белая пешка · h6 белый слон · b5 чёрная пешка · c5 чёрная пешка · f5 чёрная пешка · h5 белый ферзь · a2 белая пешка · b2 белая пешка · g2 белая пешка · h2 белая пешка · a1 белая ладья · g1 белый король | a8 чёрная ладья · b8 чёрный конь · e8 чёрная ладья · f8 чёрный король · b7 чёрная пешка · g7 чёрный слон · h7 чёрная пешка · b6 чёрный ферзь · d6 белая пешка · h6 белый слон · b5 чёрная пешка · c5 чёрная пешка · f5 чёрная пешка · h5 белый ферзь · a2 белая пешка · b2 белая пешка · g2 белая пешка · h2 белая пешка · a1 белая ладья · g1 белый король | a8 чёрная ладья · b8 чёрный конь · e8 чёрная ладья · f8 чёрный король · b7 чёрная пешка · g7 чёрный слон · h7 чёрная пешка · b6 чёрный ферзь · d6 белая пешка · h6 белый слон · b5 чёрная пешка · c5 чёрная пешка · f5 чёрная пешка · h5 белый ферзь · a2 белая пешка · b2 белая пешка · g2 белая пешка · h2 белая пешка · a1 белая ладья · g1 белый король | a8 чёрная ладья · b8 чёрный конь · e8 чёрная ладья · f8 чёрный король · b7 чёрная пешка · g7 чёрный слон · h7 чёрная пешка · b6 чёрный ферзь · d6 белая пешка · h6 белый слон · b5 чёрная пешка · c5 чёрная пешка · f5 чёрная пешка · h5 белый ферзь · a2 белая пешка · b2 белая пешка · g2 белая пешка · h2 белая пешка · a1 белая ладья · g1 белый король | 2 |
| 1 | a8 чёрная ладья · b8 чёрный конь · e8 чёрная ладья · f8 чёрный король · b7 чёрная пешка · g7 чёрный слон · h7 чёрная пешка · b6 чёрный ферзь · d6 белая пешка · h6 белый слон · b5 чёрная пешка · c5 чёрная пешка · f5 чёрная пешка · h5 белый ферзь · a2 белая пешка · b2 белая пешка · g2 белая пешка · h2 белая пешка · a1 белая ладья · g1 белый король | a8 чёрная ладья · b8 чёрный конь · e8 чёрная ладья · f8 чёрный король · b7 чёрная пешка · g7 чёрный слон · h7 чёрная пешка · b6 чёрный ферзь · d6 белая пешка · h6 белый слон · b5 чёрная пешка · c5 чёрная пешка · f5 чёрная пешка · h5 белый ферзь · a2 белая пешка · b2 белая пешка · g2 белая пешка · h2 белая пешка · a1 белая ладья · g1 белый король | a8 чёрная ладья · b8 чёрный конь · e8 чёрная ладья · f8 чёрный король · b7 чёрная пешка · g7 чёрный слон · h7 чёрная пешка · b6 чёрный ферзь · d6 белая пешка · h6 белый слон · b5 чёрная пешка · c5 чёрная пешка · f5 чёрная пешка · h5 белый ферзь · a2 белая пешка · b2 белая пешка · g2 белая пешка · h2 белая пешка · a1 белая ладья · g1 белый король | a8 чёрная ладья · b8 чёрный конь · e8 чёрная ладья · f8 чёрный король · b7 чёрная пешка · g7 чёрный слон · h7 чёрная пешка · b6 чёрный ферзь · d6 белая пешка · h6 белый слон · b5 чёрная пешка · c5 чёрная пешка · f5 чёрная пешка · h5 белый ферзь · a2 белая пешка · b2 белая пешка · g2 белая пешка · h2 белая пешка · a1 белая ладья · g1 белый король | a8 чёрная ладья · b8 чёрный конь · e8 чёрная ладья · f8 чёрный король · b7 чёрная пешка · g7 чёрный слон · h7 чёрная пешка · b6 чёрный ферзь · d6 белая пешка · h6 белый слон · b5 чёрная пешка · c5 чёрная пешка · f5 чёрная пешка · h5 белый ферзь · a2 белая пешка · b2 белая пешка · g2 белая пешка · h2 белая пешка · a1 белая ладья · g1 белый король | a8 чёрная ладья · b8 чёрный конь · e8 чёрная ладья · f8 чёрный король · b7 чёрная пешка · g7 чёрный слон · h7 чёрная пешка · b6 чёрный ферзь · d6 белая пешка · h6 белый слон · b5 чёрная пешка · c5 чёрная пешка · f5 чёрная пешка · h5 белый ферзь · a2 белая пешка · b2 белая пешка · g2 белая пешка · h2 белая пешка · a1 белая ладья · g1 белый король | a8 чёрная ладья · b8 чёрный конь · e8 чёрная ладья · f8 чёрный король · b7 чёрная пешка · g7 чёрный слон · h7 чёрная пешка · b6 чёрный ферзь · d6 белая пешка · h6 белый слон · b5 чёрная пешка · c5 чёрная пешка · f5 чёрная пешка · h5 белый ферзь · a2 белая пешка · b2 белая пешка · g2 белая пешка · h2 белая пешка · a1 белая ладья · g1 белый король | a8 чёрная ладья · b8 чёрный конь · e8 чёрная ладья · f8 чёрный король · b7 чёрная пешка · g7 чёрный слон · h7 чёрная пешка · b6 чёрный ферзь · d6 белая пешка · h6 белый слон · b5 чёрная пешка · c5 чёрная пешка · f5 чёрная пешка · h5 белый ферзь · a2 белая пешка · b2 белая пешка · g2 белая пешка · h2 белая пешка · a1 белая ладья · g1 белый король | 1 |
|   | a | b | c | d | e | f | g | h |   |

Пукшанский является автором ценного анализа, поменявшего оценку одного из разветвлений защиты Модерн-Бенони. Согласно анализу М. М. Юдовича, повторенному в ЭШД, после 1. d4 Кf6 2. c4 c5 3. d5 e6 4. Кc3 ed 5. cd d6 6. e4 g6 7. f4 Сg7 8. Сe2 0–0 9. 0–0 Лe8 10. e5 de 11. fe Кg4 12. Сg5 Фb6 13. 0–0 К:e5 14. К:e5 С:e5 15. Сc4 Сf5 16. Кb5 a6 17. d6 ab 18. С:f7+ Кр:f7 19. Л:f5+ gf 20. Фh5+ Крf8 21. Сh6+ Сg7 белые должны форсировать ничью путем 22. Лf1 c4+ 23. Крh1 Фf2 24. С:g7+ Кр:g7 25. Фg5+. Однако Пукшанскому удалось доказать, что, играя 22. С:g7+ Кр:g7 23. Ф:e8 c4+ 24. Крh1, белые добиваются перевеса. Например, 24... Ф:d6 25. Лe1 Лa6 26. Лe7+ Крf6 27. Фf8+ Крg5 28. Фg8+ Фg6 29. Лg7 или 24... Фf2 25. d7 Л:a2 26. Лe1 Кc6 27. d8Ф К:d8 28. Лe7+ Крf6 29. Фf8+ Крg5 30. Фg7+ Крf4 31. Фe5+. В обоих случаях белые выигрывают.

## Спортивные результаты
| Год                       | Город                                                                     | Соревнование                                                              | + | − | = | Результат | Место |
| ------------------------- | ------------------------------------------------------------------------- | ------------------------------------------------------------------------- | - | - | - | --------- | ----- |
| 1968                      |                                                                           | Матч Москва — Ленинград (против С. Ю. Макарычева)                         |   |   |   |           |       |
| 1969                      | Бельцы                                                                    | Юношеский чемпионат СССР                                                  |   |   |   |           | 9—15  |
| 1972                      | Москва                                                                    | Всесоюзная шахматная олимпиада (сборная Ленинграда, юношеская доска)      | 2 | 3 | 2 | 3 из 7    |       |
| 1974                      | Ленинград                                                                 | 47-й чемпионат Ленинграда                                                 | 4 | 3 | 8 | 8 из 15   | 7—9   |
| 1978                      | Ленинград                                                                 | 51-й чемпионат Ленинграда                                                 | 6 | 5 | 6 | 9 из 17   | 5—7   |
| СОРЕВНОВАНИЯ ПО ПЕРЕПИСКЕ |                                                                           |                                                                           |   |   |   |           |       |
| 1979—1980                 | 14-й чемпионат СССР                                                       | 14-й чемпионат СССР                                                       | 3 | 5 | 8 | 7 из 16   | 11—12 |
| 1980—1986                 | Турнир «Балтийское море — море дружбы» (сборная Ленинграда, ?-я доска)    | Турнир «Балтийское море — море дружбы» (сборная Ленинграда, ?-я доска)    |   |   |   |           |       |
| 1988—1990                 | 9-й командный чемпионат СССР по переписке (сборная Ленинграда, 2-я доска) | 9-й командный чемпионат СССР по переписке (сборная Ленинграда, 2-я доска) |   |   |   |           |       |